# Calidris
Calidris là một chi chim trong họ Scolopacidae.

## Các loài
Chi này có 19 loài và một số phân loài của Calidris:
- Calidris tenuirostris (Horsfield, 1821)
- Calidris canutus (Linnaeus, 1758)
  - Calidris canutus canutus (Linnaeus, 1758)
  - Calidris canutus islandica (Linnaeus, 1767)
  - Calidris canutus piersmai Tomkovich, 2001
  - Calidris canutus rogersi (Mathews, 1913) 
  - Calidris canutus roselaari Tomkovich, 1990
  - Calidris canutus rufa (Wilson, A., 1813)
- Calidris alba (Pallas, 1764)
  - Calidris alba alba (Pallas, 1764)
  - Calidris alba rubida (Gmelin, 1789)
- Calidris pusilla (Linnaeus, 1766)
- Calidris mauri (Cabanis, 1857)
- Calidris ruficollis (Pallas, 1776)
- Calidris minuta (Leisler, 1812)
- Calidris temminckii (Leisler, 1812)
- Calidris subminuta (Middendorff, 1853)
- Calidris minutilla (Vieillot, 1819)
- Calidris fuscicollis (Vieillot, 1819)
- Calidris bairdii (Coues, 1861)
- Calidris melanotos (Vieillot, 1819)
- Calidris acuminata (Horsfield, 1821)
- Calidris ferruginea (Pontoppidan, 1763)
- Calidris maritima (Brunnich, 1764)
  - Calidris maritima belcheri Engelmoer & Roselaa,r 1998
  - Calidris maritima littoralis (Brehm, C.L., 1831) 
  - Calidris maritima maritima (Brunnich, 1764)
- Calidris ptilocnemis (Coues, 1873)
  - Calidris ptilocnemis couesi (Ridgway, 1880)
  - Calidris ptilocnemis ptilocnemis (Coues, 1873)
  - Calidris ptilocnemis quarta (Hartert, 1920)
  - Calidris ptilocnemis tschuktschorum (Portenko, 1937)
- Calidris alpina (Linnaeus, 1758)
  - Calidris alpina actites Nechaev & Tomkovich, 1988
  - Calidris alpina alpina (Linnaeus, 1758)
  - Calidris alpina arctica (Schioler, 1922)
  - Calidris alpina arcticola (Todd, 1953)
  - Calidris alpina centralis (Buturlin, 1932)
  - Calidris alpina hudsonia (Todd, 1953)
  - Calidris alpina kistchinski Tomkovich, 1986
  - Calidris alpina pacifica (Coues, 1861)
  - Calidris alpina sakhalina (Vieillot, 1816) 
  - Calidris alpina schinzii (Brehm, C.L. & Schilling, 1822)
- Calidris himantopus (Bonaparte, 1826)

## Hình ảnh

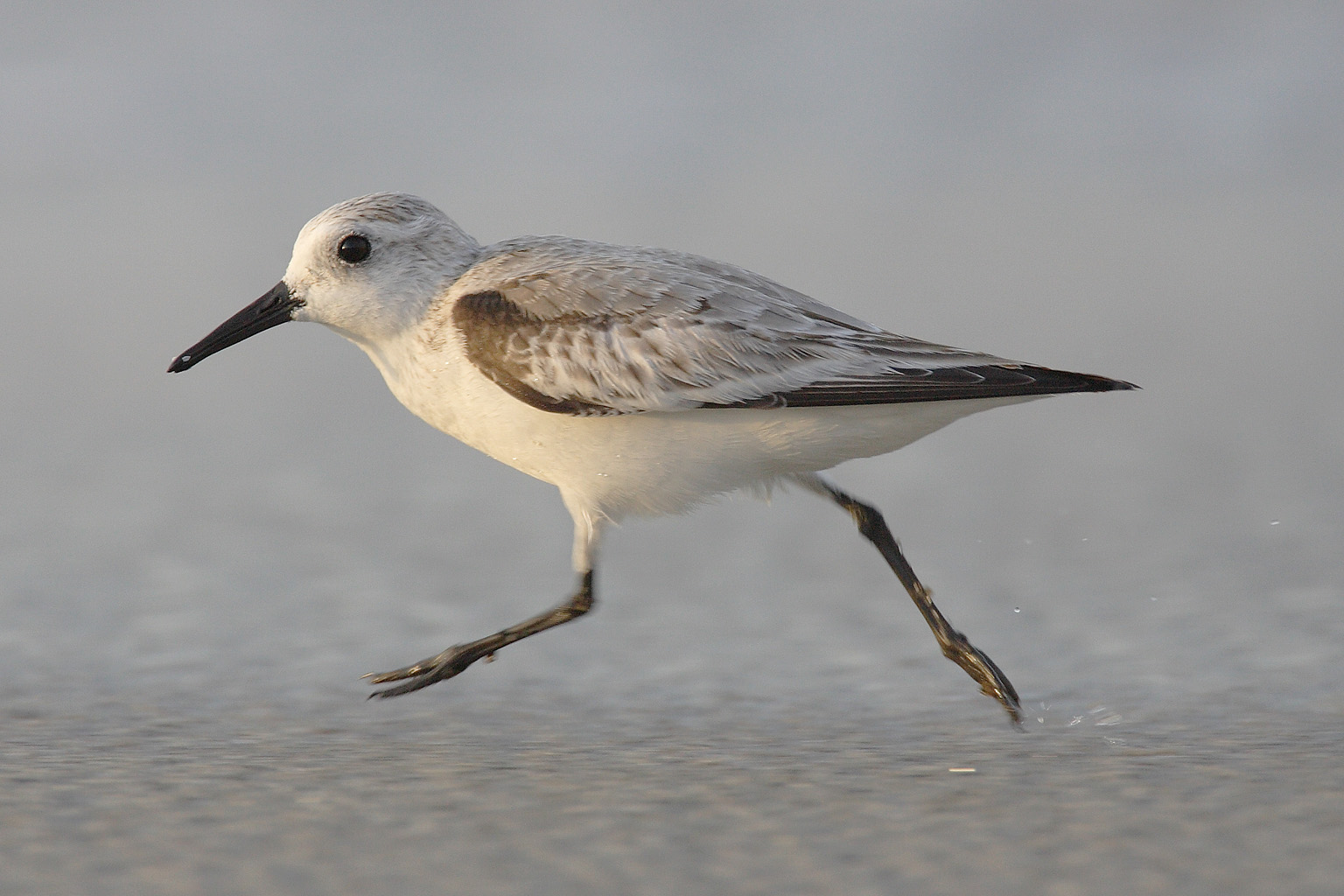
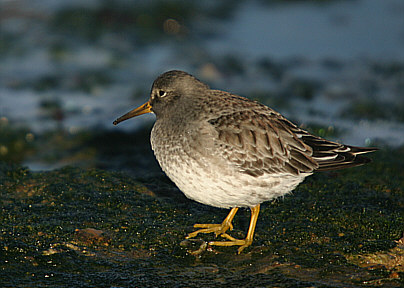
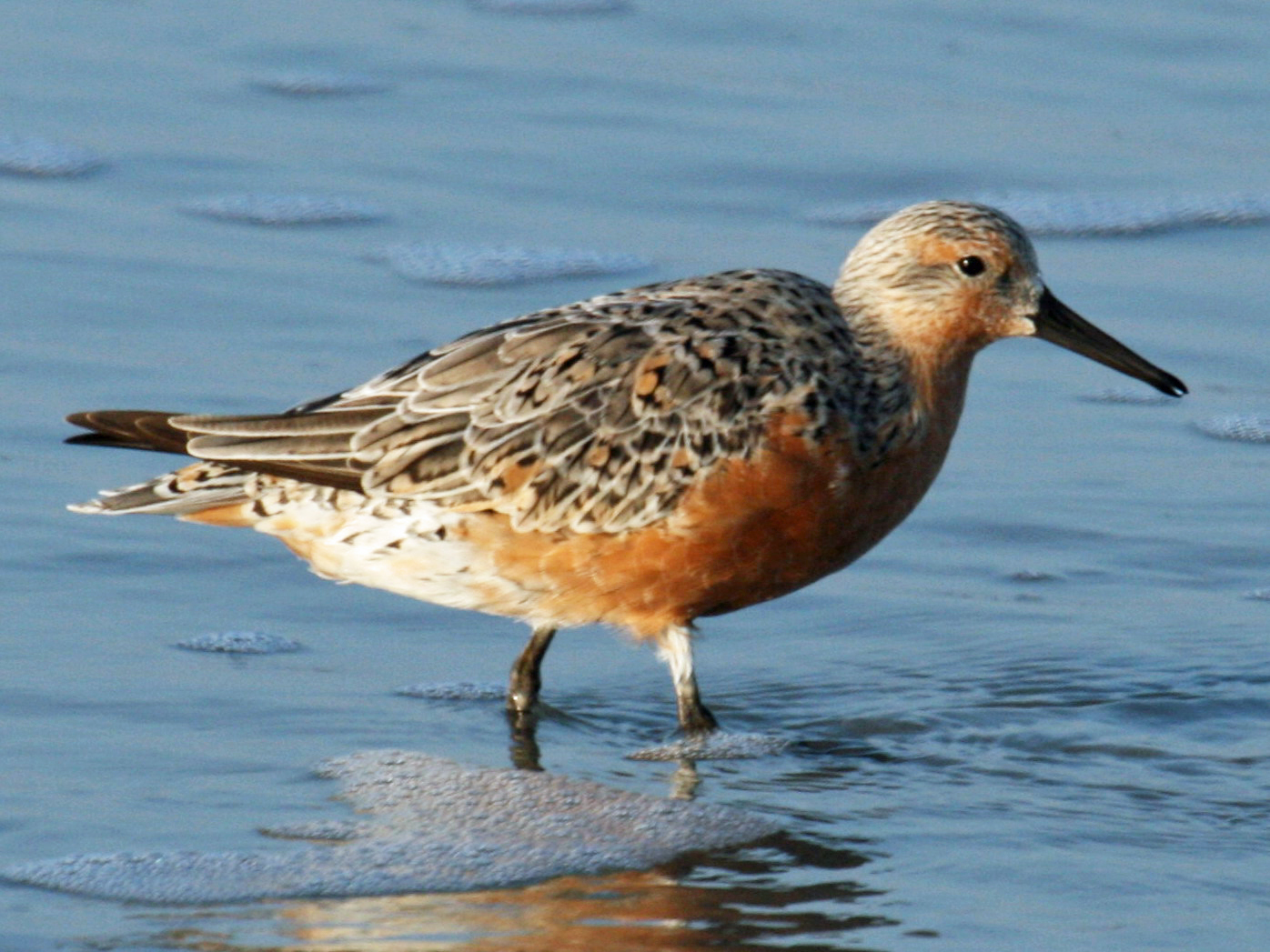
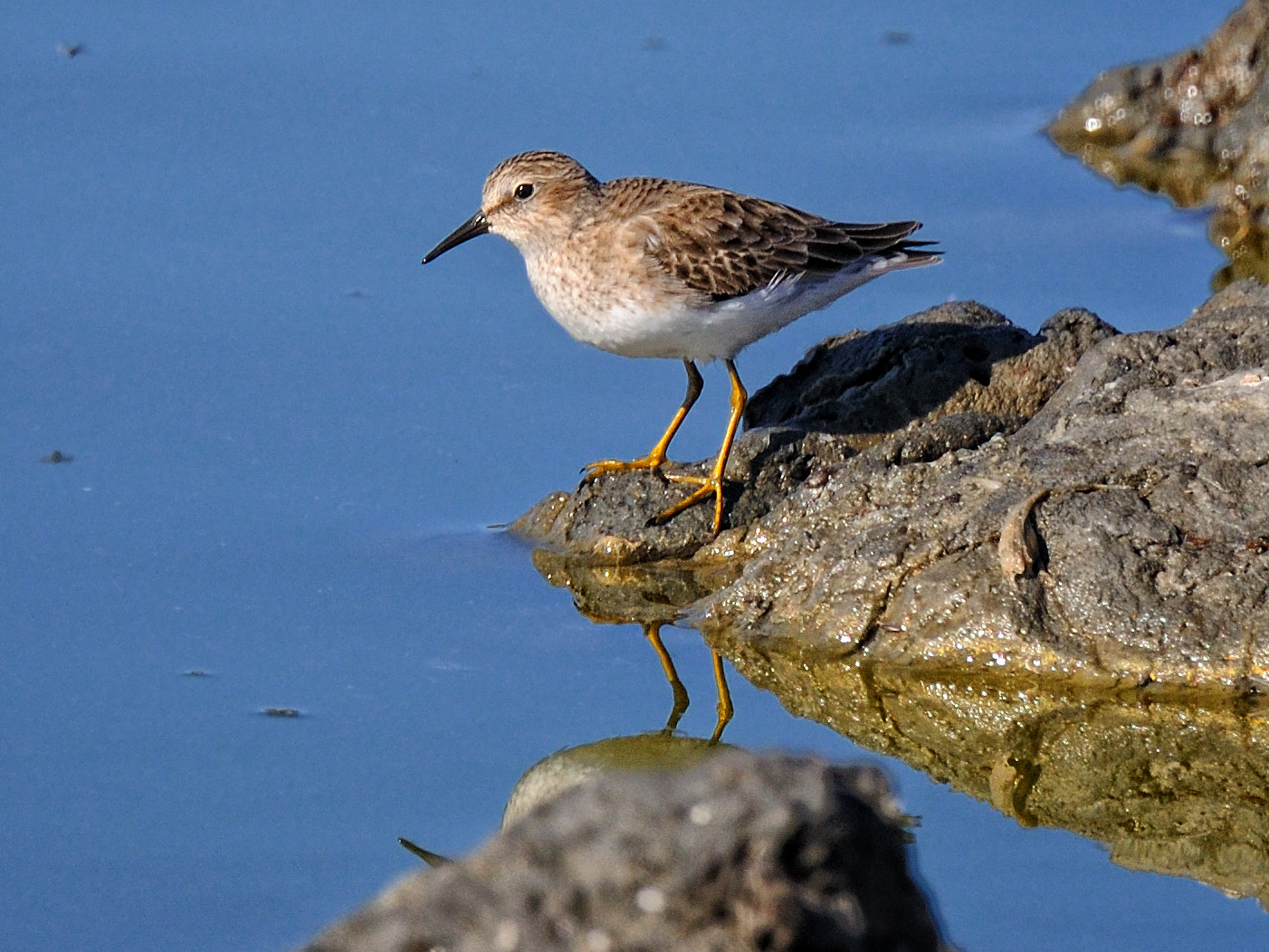
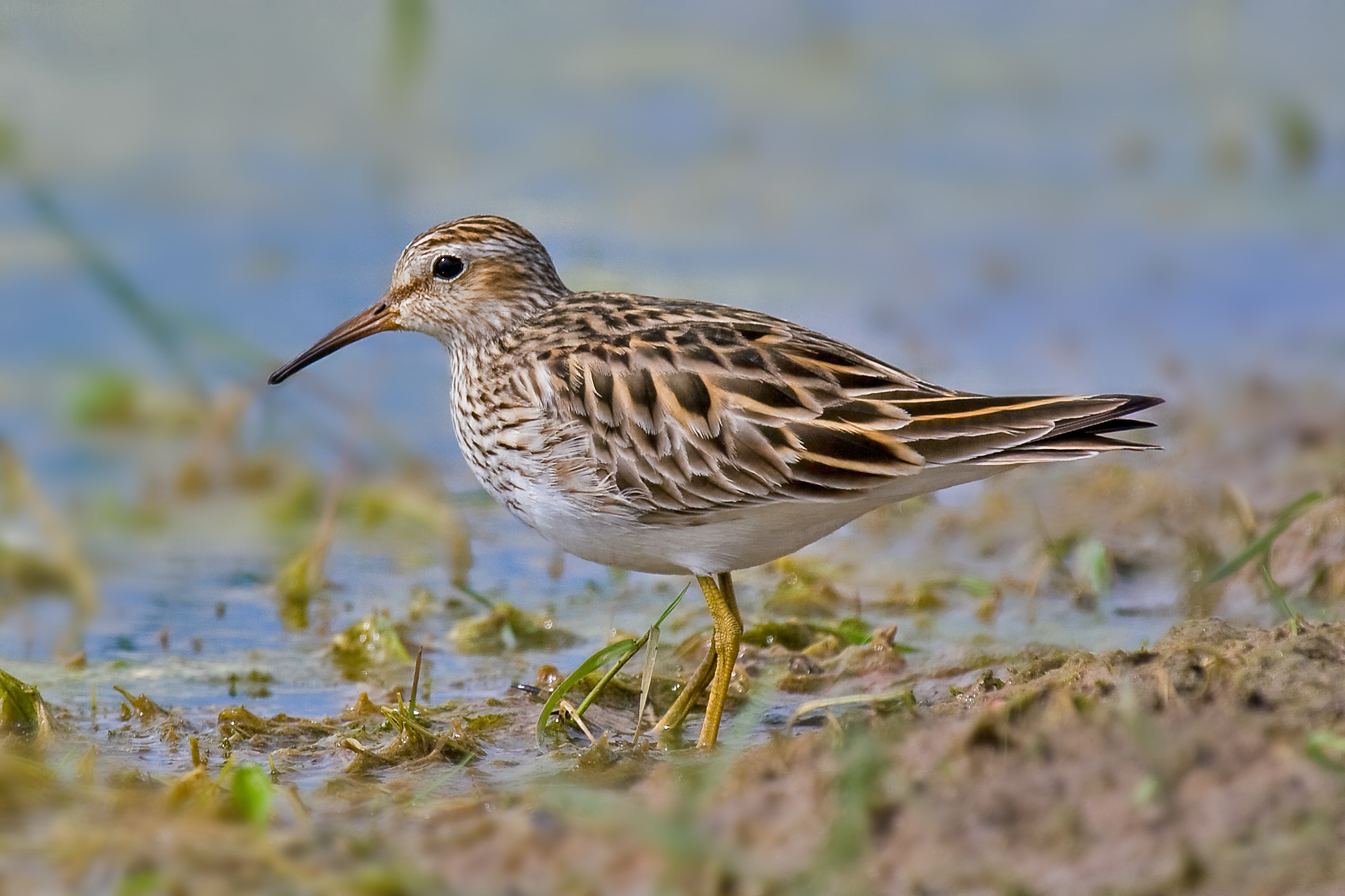